# Пеня, Иван Николаевич
Иван Николакевич Пеня (1909—1987) — капитан Рабоче-крестьянской Красной Армии, участник Великой Отечественной войны, Герой Советского Союза (1944).

## Биография
Иван Пеня родился 5 января 1909 года в посёлке Фрунзенский (ныне — в черте города Днепр Днепропетровской области Украины). После окончания девяти классов школы работал в совхозе. В 1941 году Пеня был призван на службу в Рабоче-крестьянскую Красную Армию. С того же года — на фронтах Великой Отечественной войны. К августу 1944 года гвардии старший лейтенант Иван Пеня командовал взводом управления артиллерийской батареи 128-го гвардейского артиллерийского полка 57-й гвардейской стрелковой дивизии 8-й гвардейской армии 1-го Белорусского фронта. Отличился во время освобождения Польши.
В ночь с 31 июля на 1 августа 1944 года Пеня в составе разведгруппы переправился через Вислу в районе Магнушева и успешно корректировал огонь артиллерийского дивизиона, что способствовало захвату пехотой Магнушевского плацдарма.
Указом Президиума Верховного Совета СССР от 26 октября 1944 года за «образцовое выполнение боевых заданий командования на фронте борьбы с немецкими захватчиками и проявленные при этом мужество и героизм» гвардии старший лейтенант Иван Пеня был удостоен высокого звания Героя Советского Союза с вручением ордена Ленина и медали «Золотая Звезда» за номером 1676.
После окончания войны в звании капитана Пеня был уволен в запас. Проживал и работал в Днепропетровске. Умер 18 февраля 1987 года.

## Награды и звания
- Герой Советского Союза. Указ Президиума Верховного Совета СССР от 26 октября 1944 года:
  - орден Ленина,
  - медаль «Золотая Звезда» № 1676.
- Орден Красного Знамени. Приказ Военного совета 8-й гвардейской армии № 699/н от 7 июня 1945 года.
- Орден Отечественной войны I степени. Указ Президиума Верховного Совета СССР от 11 марта 1985 года.
- Медали СССР[1].